# Дурбах
Дурбах (нім. Durbach) — громада в Німеччині, знаходиться в землі Баден-Вюртемберг. Підпорядковується адміністративному округу Фрайбург. Входить до складу району Ортенау.
Площа — 26,33 км2. Населення становить 3965 ос. (станом на 31 грудня 2020).